# Ajoatao
El ajoatao (también atao) es una salsa a base de ajo majado con aceite de oliva muy popular en la provincia de Jaén. Se suele tomar fría (o templada) como acompañamiento de algunos platos de carne y embutidos típicos de la cocina jiennense. Se trata de una salsa que posee un fuerte sabor a ajo. 

## Características
Se trata de una emulsión de una pasta de ajo molido con aceite de oliva. La masa se suele acompañar de huevo y patatas. Las patatas se suelen cocer hasta que pueda hacerse de ellas un puré que se mezcla con la masa de ajos que previamente se ha molido en un almirez o mortero. El huevo se añade cuando la pasta esté fría evitando que cuaje, la última fase de elaboración se hace mediante el emulsionado con aceite. Al final se le añade un chorro de zumo de limón o vinagre para que le de un 'toque' a sabor ácido.
En la cocina de la Sierra de Segura no todos los platos que llevan la palabra “ajo” contienen este ingrediente. Hacerse “ajo” algo es hacer puré en el habla serrasegureña, por lo que es la maza de madera la que reducirá la patata en el ajoatao dando vueltas y más vueltas de ahí lo de “atao”.

## Receta del Ajoatao
- Receta del Ajoatao o Ajo atao

- Vídeoreceta paso a paso del Ajoatao

- Datos: Q5490962